# Попов, Виктор Николаевич (писатель)
Ви́ктор Никола́евич Попо́в (1 июня 1922, Тула — 12 апреля 1999, Барнаул) — советский и российский журналист и писатель. Член Союза писателей СССР с 1967 года.

## Биография
Родился в Туле. Окончил в 1940 году среднюю школу взрослых. С 1939 года по 1946 работал на Тульском оружейном заводе, вместе с ним эвакуировался на Урал, в город Златоуст. После этого работал в многотиражных газетах «За Родину» и «Верх-Исетинский рабочий». В 1947 году уехал на Дальстрой, где работал собственным и специальным корреспондентом газеты «Советская Колыма». С 1952 года жил на Алтае.
Первое произведение, рассказ «Женька», опубликован в новосибирском альманахе «Золотые искорки» в 1955 году. Основные произведения — «Начало биографии» (1961), «Алтайские были» (1961). После этого выходили в Алтайском книжном издательстве «Закон-тайга», «Непогода», в журнале «Сибирские огни» — документальная повесть «Тракт — дорога сибирская» (написана вместе с журналистом О. Петровым). И снова в Алтайском книжном издательстве — «Земля и совесть» (сборник рассказов), повести «Экспедиция спускается по реке», «Однодневка», сборник рассказов «Дальний рейс», повести «Пожар в Назаровском», «В свои ворота», сборник рассказов «Свадебный подарок», роман «Отчий дом» (первая книга), «Страна Цезерония», «Перевал „Подумай“». Перевёл с якутского сборник рассказов Николая Габышева «Счастье Уллы», на болгарском языке издан сборник «Сибирские рассказы».
Основная тема произведений — надежность в дружбе и порядочность, воспитание в человеке любви к своим ближним и к родной природе.